# Niau-ijsvogel
De niau-ijsvogel (Todiramphus gertrudae synoniem: Todiramphus gambieri gertrudae) is een vogel uit de familie Alcedinidae (ijsvogels). Het is een ernstig bedreigde, endemische vogelsoort op Niau, een eiland van de Tuamotu-eilanden, een eilandengroep van Frans-Polynesië. De niau-ijsvogel wordt door BirdLife International beschouwd als een ondersoort van de in de jaren 1920 uitgestorven mangareva-ijsvogel (T. gambieri).

## Kenmerken
De vogel is gemiddeld 20 cm lang. De kop en nek van deze ijsvogel is roomkleurig tot licht okerkleurig met blauwe veertjes op de kruin. Het voorhoofd is ook roomkleurig net als een band om de nek. De kin, borst en buik zijn wit, soms met nog een licht roodbruine band. De vleugels, rug en staart zijn blauw.

## Verspreiding en leefgebied
In 1990 was de niau-ijsvogel nog algemeen. Deze ijsvogel komt voor in half open plantages van kokospalmen met enige ondergroei. De vogel nestelt in holtes van oude vermolmde kokospalmen en foerageert op grote insecten en hagedissen.

## Status
De niau-ijsvogel heeft een zeer klein verspreidingsgebied en daardoor is de kans op uitsterven aanwezig. De grootte van de populatie werd in 2009 door BirdLife International geschat op 135 individuen en de populatie-aantallen nemen af. De grootste bedreiging wordt gevormd door zwarte ratten en verwilderde katten die zich vergrijpen aan de eieren en kuikens van deze ijsvogel. Verder worden de kokospalmplantages ontdaan van oude vermolmde bomen, waardoor gebrek aan nestgelegenheid ontstaat. Om deze redenen staat deze soort als ernstig bedreigd (kritiek) op de Rode Lijst van de IUCN.